# Otón
Otón ist eine Ortschaft und eine Parroquia rural („ländliches Kirchspiel“) im Kanton Cayambe der ecuadorianischen Provinz Pichincha. Die Parroquia Otón besitzt eine Fläche von 24,35 km². Die Einwohnerzahl lag im Jahr 2010 bei 2766.

## Lage
Die Parroquia Otón liegt in den Anden im Norden der Provinz Pichincha. Der Río Pisque, ein rechter Nebenfluss des Río Guayllabamba, fließt entlang der nördlichen Verwaltungsgrenze nach Westen. Der 2730 m hoch gelegene Hauptort befindet sich 14,5 km westsüdwestlich vom Kantonshauptort Cayambe an der Fernstraße E35 (Latacunga–Ibarra).
Die Parroquia Otón grenzt im Osten und im Südosten an die Parroquia Cangahua, im Süden und im Westen an die Parroquia Santa Rosa de Cuzubamba sowie im Norden an die Parroquias Tocachi und La Esperanza (beide im Kanton Pedro Moncayo).

## Geschichte
Die Parroquia Otón wurde am 3. Juni 1851 gegründet.